# Waza-ari
Waza-ari (jap. 技あり) – termin używany m.in. w judo, druga najwyższa ocena przyznawana zawodnikowi po ipponie.

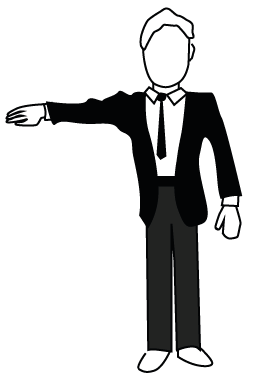
Pozycja sędziego w trakcie sygnalizacji waza-ari w judo

Waza-ari otrzymuje zawodnik za wykonanie niepełnego rzutu, w którym zabrakło całkowitego przewrócenia przeciwnika na plecy, odpowiedniej siły lub szybkości. Przyznawane jest także za przetrzymanie przeciwnika na plecach w czasie co najmniej 10 sekund, lecz nie więcej niż 20 sekund. Dwukrotne przyznanie waza-ari daje waza-ari-awasete-ippon, czyli punkt oznaczający zwycięstwo w walce (tymczasowo zniesiono tę zasadę, po czym powrócono do niej w 2018 roku).
Waza-ari jest również punktem przyznawanym w różnych stylach karate. W niektórych wersjach przyznawane jest za cios, którego nie można ocenić na ippon z powodu jego nieefektywności lub nieprecyzyjności. W innych, jak np. w kumite atakującym, waza-ari otrzymuje się za uderzenie ogłuszające lub powalające przeciwnika, jednak nie dłużej niż na 3 sekundy.